# Australoxenella moogoon
Australoxenella moogoon är en skalbaggsart som beskrevs av Ross Storey och Henry Fuller Howden 1996. Australoxenella moogoon ingår i släktet Australoxenella och familjen Aphodiidae. Inga underarter finns listade.